# Eva Simone Hayward
Pour les articles homonymes, voir Hayward.
 (décembre 2023).
La mise en forme du texte ne suit pas les recommandations de Wikipédia : il faut le « wikifier ».
Les points d'amélioration suivants sont les cas les plus fréquents. Le détail des points à revoir est peut-être précisé sur la page de discussion.
- Les titres sont pré-formatés par le logiciel. Ils ne sont ni en capitales, ni en gras.
- Le texte ne doit pas être écrit en capitales (les noms de famille non plus), ni en gras, ni en italique, ni en « petit »…
- Le gras n'est utilisé que pour surligner le titre de l'article dans l'introduction, une seule fois.
- L'italique est rarement utilisé : mots en langue étrangère, titres d'œuvres, noms de bateaux, etc.
- Les citations ne sont pas en italique mais en corps de texte normal. Elles sont entourées par des guillemets français : « et ».
- Les listes à puces sont à éviter, des paragraphes rédigés étant largement préférés. Les tableaux sont à réserver à la présentation de données structurées (résultats, etc.).
- Les appels de note de bas de page (petits chiffres en exposant, introduits par l'outil «  Source ») sont à placer entre la fin de phrase et le point final[comme ça].
- Les liens internes (vers d'autres articles de Wikipédia) sont à choisir avec parcimonie. Créez des liens vers des articles approfondissant le sujet. Les termes génériques sans rapport avec le sujet sont à éviter, ainsi que les répétitions de liens vers un même terme.
- Les liens externes sont à placer uniquement dans une section « Liens externes », à la fin de l'article. Ces liens sont à choisir avec parcimonie suivant les règles définies. Si un lien sert de source à l'article, son insertion dans le texte est à faire par les notes de bas de page.
- La présentation des références doit suivre les conventions bibliographiques. Il est recommandé d'utiliser les modèles {{Ouvrage}}, {{Chapitre}}, {{Article}}, {{Lien web}} et/ou {{Bibliographie}}. Le mode d'édition visuel peut mettre en forme automatiquement les références.
- Insérer une infobox (cadre d'informations à droite) n'est pas obligatoire pour parachever la mise en page.

Pour une aide détaillée, merci de consulter Aide:Wikification.
Si vous pensez que ces points ont été résolus, vous pouvez retirer ce bandeau et améliorer la mise en forme d'un autre article.
Eva Simone Hayward est une philosophe américaine. Formée à l’histoire des sciences, à l’histoire du cinéma et de l’art et à la sémiotique psychanalytique, elle est maîtresse de conférence au département des études sur les médias et la culture de l’Université d'Utrecht aux Pays-Bas. Elle est l’autrice d’essais décisifs dans les champs des études trans et de l’épistémologie,.

## Éducation et carrière
Eva Hayward obtient une licence en études américaines (summa cum laude) à l'université du Nouveau-Mexique (UNM) en 2001. En 2008, elle obtient un doctorat en Histoire de la conscience à l'Université de Californie, Santa Cruz (UCSC), sous la direction de Donna Haraway. Après avoir obtenu son doctorat, elle travaille comme assistante de recherche en biologie marine au Long Marine Laboratory.
À l'Université du Nouveau-Mexique, elle a été maîtresse de conférence en arts cinématographiques et a contribué à la conception du programme interdisciplinaire de cinéma et de médias numériques. Elle a également enseigné à l’Université d’Arizona où elle a rejoint, en 2014, la Transgender Studies Initiative.

Au cours d'un séjour au Centre de recherche sur le genre de l'Université d'Uppsala, en Suède, elle a organisé la « toute première conférence internationale sur l'animalité et la culture visuelle » en Suède. À cette occasion Ester Ehnsmyr a déclaré à propos de son travail :
Hayward a contribué à développer un nouveau terrain pour le travail transdisciplinaire - en mélangeant l'art et la représentation visuelle avec la zoontologie et les études féministes sur la techno-science.

### Diffusion de la science
Hayward a été chroniqueuse pour IndyWeek de juin 2011 à février 2013. Elle y a publié une vingtaine d'essais sous forme de chroniques mensuelles, sur des sujets allant de « Pourquoi le changement de sexe n'a rien d'extraordinaire » à « Ce que Maurice Sendak nous a appris sur la façon d'affronter nos peurs ».
Elle a également publié des articles dans d'autres publications populaires telles que Yes ! Magazine, Women & Environments Magazine et AEQAI ,, Le rédacteur en chef de l'AEQAI, Daniel Brown, a écrit à ses lecteurs : « ...nous espérons que vous apprécierez sa brillance et son humour autant que nous ».